# بوصة مربعة
البوصة المربعة (بالإنجليزية: Square inch)‏ هي وحدة من وحدات قياس المساحة، تساوي مساحة المربع الذي يبلغ طول أضلاعه بوصة 2,54 سم. والبوصة المربعة هي وحدة قياس شائعة في الولايات المتحدة والمملكة المتحدة.
تستخدم الرموز التالية للدلالة على البوصة المربعة: inches2, inch2, in2

## معادلة وحدات المساحة الأخرى
1 بوصة مربعة (بافتراض بوصة دولية) تساوي: (تشير الأشرطة إلى تكرار الكسور العشرية)
- واحد بوصة مربعة تساوي:[1]
- 0,0069444 قدم مربع
- واحد قدم مربع = 144 بوصة مربعة
- 0,0007716049 ياردة مربعة
- واحد ياردة مربعة = 1296 بوصة مربعة
- 0,15500031 سم مربع
- واحد سم مربع = 6,4516 بوصة مربعة
- 0,00064516 متر مربع
- واحد متر مربع = 1550,0032 بوصة مربعة

## انظر ايضا
- بوصة
- بوصة مكعبة
- بوصة من الماء